# Dmitri Lobkov
Dmitri Vladimirovitsj Lobkov (Russisch: Дми́трий Владими́рович Лобко́в) (Nizjni Novgorod, 2 februari 1981) is een Russische voormalige langebaanschaatser.
Lobkov is sinds 2001 actief in de internationale schaatssport. Hij won vijfmaal een World Cup wedstrijd over 500 meter en in 2004 werd Lobkov tweede op de 500 meter bij het WK Afstanden in Seoel.

## Records

### Persoonlijke records
| Afstand    | Tijd    | Datum            | Baan           |
| ---------- | ------- | ---------------- | -------------- |
| 500 meter  | 34,35   | 12 januari 2007  | Kolomna        |
| 1000 meter | 1.08,01 | 21 januari 2012  | Salt Lake City |
| 1500 meter | 1.50,93 | 13 augustus 2005 | Calgary        |
| 3000 meter | 4.56,63 | 26 februari 1997 | Kirov          |
| 5000 meter | 8.32,69 | 14 maart 1998    | Archangelsk    |

### Wereldrecords laaglandbaan (officieus)
| Nr. | Afstand   | Tijd   | Datum           | Baan    |
| --- | --------- | ------ | --------------- | ------- |
| 1.  | 500 meter | 34,35* | 11 januari 2007 | Kolomna |

| * | = handgeklokte tijd |

## Resultaten
| Jaar | WK Sprint | WK Afstanden      | Olympische Spelen  | Wereldbeker                 |
| ---- | --------- | ----------------- | ------------------ | --------------------------- |
| 2001 | 25e       | 20e 500m          |                    | 23e 500m 46e 1000m          |
| 2002 | 19e       |                   | 11e 500m 18e 1000m | 6e 500m 36e 1000m           |
| 2003 | 13e       | 9e 500m 6e 1000m  |                    | 7e 500m 11e 1000m           |
| 2004 | 9e        | 500m · 12e 1000m  |                    | 500m · 7e 1000m             |
| 2005 | 5e        | 6e 500m 14e 1000m |                    | 500m · 18e 1000m            |
| 2006 |           |                   | 14e 500 m          | 23e 500m 35e 1000m          |
| 2007 | 4e        | 5e 500m 10e 1000m |                    | 17e 100m 6e 500m 14e 1000m  |
| 2008 |           | 4e 500m           |                    | 14e 100m · 500m · 15e 1000m |
| 2009 | 8e        | 11e 500m          |                    | 8e 500m 24e 1000m           |
| 2010 | 5e        |                   | 14e 500m 21e 1000m | 13e 500m 16e 1000m          |
| 2011 | 11e       | 5e 500m DQ 1000m  |                    | 9e 500m 10e 1000m           |
| 2012 | 6e        | 8e 500m 13e 1000m |                    | 10e 500m 14e 1000m          |
| 2013 | 8e        | 6e 500m 11e 1000m |                    | 12e 500m 21e 1000m          |
| 2014 |           |                   | 23e 500m 27e 1000m | 9e 500m 19e 1000m           |

### Medaillespiegel
| Kampioenschap | Goud | Zilver | Brons |
| ------------- | ---- | ------ | ----- |
| WK Afstanden  | 0    | 1      | 0     |